# Nqwebasaurus
Nqwebasaurus är en liten strutsdinosaurie som levde under kritaperioden. Dess fossil upptäcktes i Sydafrika och namngavs av William De Klerk och hans team 2000. De Klerk, tillsammans med sitt team, visste inte riktigt vad för dinosaurie Nqwebasaurus var, men det förstod att den tillhörde gruppen Coelurosaurier. Men senare år har man kommit fram till att den tillhör gruppen Ornithomimider. Detta gör att den här arten är den första strutsdinosaurien som upptäcktes i Afrika. 